# Mayibout
Mayibout est un village au nord du Gabon sur la rivière Ivindo près du Congo.
En 1996, une épidémie de maladie à virus Ebola décima une partie de ses habitants,,. Il a été recensé 31 cas liés au virus Ebola, dont 21 fatals.
Un hôpital fut installé à Makokou pour soigner les malades. L'épidémie fut circonscrite à cette région.
L'origine probable de l'épidémie était le cadavre d'un singe mort qui fut ramassé aux alentours du village. Tous les villageois qui le manipulèrent furent contaminés par le virus. Ceux qui en mangèrent sans l'avoir touché avant cuisson n'eurent pas de symptômes de la maladie (la chaleur détruit le virus). La période d'incubation fut de l'ordre de trois semaines.